# Batalla del Bòsfor
La batalla del Bòsfor o batalla dels Estrets, lliurada el 13 de febrer de 1352, fou una de les batalles de la guerra veneciano-genovesa.

## Antecedents
Des de 1348 la República de Gènova estava en guerra amb l'emperador romà d'Orient Joan VI Cantacuzè a Gàlata i Quios, i el 1350 es va trobar en guerra amb la República de Venècia, que tracten d'eliminar l'activitat mercantil de Gènova a la Mediterrània oriental. Com que Gènova havia ajudat els adversaris de la Corona d'Aragó a Sardenya, Pere el Cerimoniós va entrar a la guerra del costat de Venècia i de l'Imperi Romà d'Orient. Gènova es va veure forçada a una aliança amb l'Imperi Otomà i fins i tot van assaltar Constantinoble.
Pere el Cerimoniós va nomenar capità de l'estol, de trenta galeres, Ponç de Santa Pau el març de 1351. L'armada catalana va sortir de Maó el mes d'octubre i es va dirigir, fent escala a Càller, a Messina, on es van unir vint galeres venecianes capitanejades per Pancraç Giustinian, i ja de camí a Constantinoble s'hi van unir catorze galeres venecianes més i quatre de valencianes capitanejades per Bernat de Ripoll.

## Batalla
El 13 de febrer del 1352, en condicions meteorològiques molt adverses, els aliats i els genovesos entaularen el combat davant mateix de les muralles de Constantinoble. Malgrat que en un primer moment el resultat fou incert per la magnitud de les baixes humanes i materials patides tant per un bàndol com per l'altre, aviat quedà clar que els vencedors eren els genovesos.

## Conseqüències
Contra l'opinió de l'emperador, que volia endegar un atac final contra Gàlata, Nicolau Pisani va optar per romandre al Bòsfor a esperar les ordres de Venècia i a l'abril va marxar.
L'almirall Ponç de Santa Pau morí el 9 de març i només sobrevisqueren deu de les galeres catalanes, que tornaren a Catalunya. A més a més, l'atac va provocar un canvi d'aliances de l'emperador Joan VI Cantacuzè, pressionat pels genovesos amb el suport dels otomans, donant el monopoli dels ports orientals amb un tractat signat el 6 de maig de 1352, i això a la vegada va provocar el fallit setge de Pera el 1352.